# Astronomische Gesellschaft in der Metropolregion Nürnberg
Die Astronomische Gesellschaft in der Metropolregion Nürnberg e. V. (AGN) ist ein Zusammenschluss von Freunden und Förderern der Astronomie in der Region Nürnberg. Der Verein wurde 2004 als Nürnberger Astronomische Gesellschaft (NAG) gegründet und 2020 umbenannt.

## Aufgaben und Ziele
Zu den vornehmlichen Aufgaben der AGN gehört die Bewahrung und Fortsetzung der jahrhundertealten astronomisch-naturwissenschaftlichen Tradition in der Region Nürnberg. Die Astronomie als Wissenschaft und als kulturell gestaltende Kraft ist in vielfältiger Form in der Metropolregion Nürnberg sichtbar. Bedeutende Instrumentenbauer und Gelehrte der deutschen und europäischen Wissenschaftsgeschichte lebten und wirkten hier, sodass die Verbreitung eines gewichtigen Teils unseres modernen Weltbildes ihren Ursprung in der Region Nürnberg hat.
Die Arbeit der AGN liegt schwerpunktmäßig in der Förderung astronomischer Einrichtungen und Gruppen der Breitenbildung im Raum Nürnberg. Sie ist in der Lobby- und Verbandsarbeit, also dem „atmosphärischen Marketing“ und der Suche nach Förderern aktiv. Das Ziel ist, die Astronomie und verwandte Themen im Raum Nürnberg bekannt zu machen und in den Blickpunkt der Öffentlichkeit zu rücken. Deswegen beteiligt sich die AGN an der Organisation von öffentlichen Vorträgen und der Ausrichtung von Kongressen, die nicht nur eine fachastronomische Ausrichtung haben.
Um die Ziele der AGN auch finanziell besser verwirklichen zu können, vergibt die Gesellschaft seit 6. November 2008 Sternpatenschaften.
Neben natürlichen Personen sind in der AGN auch Schulen und andere Vereine Mitglied.

## Projekte

### Astronomie- und Sonnenuhrenweg
Aus Anlass des Internationalen Jahrs der Astronomie wurden 2009 der Astronomieweg und der Sonnenuhrenweg durch Nürnberg von der „AG Astronomiegeschichte“ der damaligen Nürnberger Astronomischen Gesellschaft e. V. eingerichtet.
Der Astronomieweg führt vom Rathenauplatz ausgehend über 25 Stationen durch die Nürnberger Innenstadt. Der Sonnenuhrenweg führt vom Johannisfriedhof ausgehend über 19 Stationen an den schönsten Sonnenuhren der Nürnberger Innenstadt vorbei.

### Gedenken an Georg Christoph Eimmart

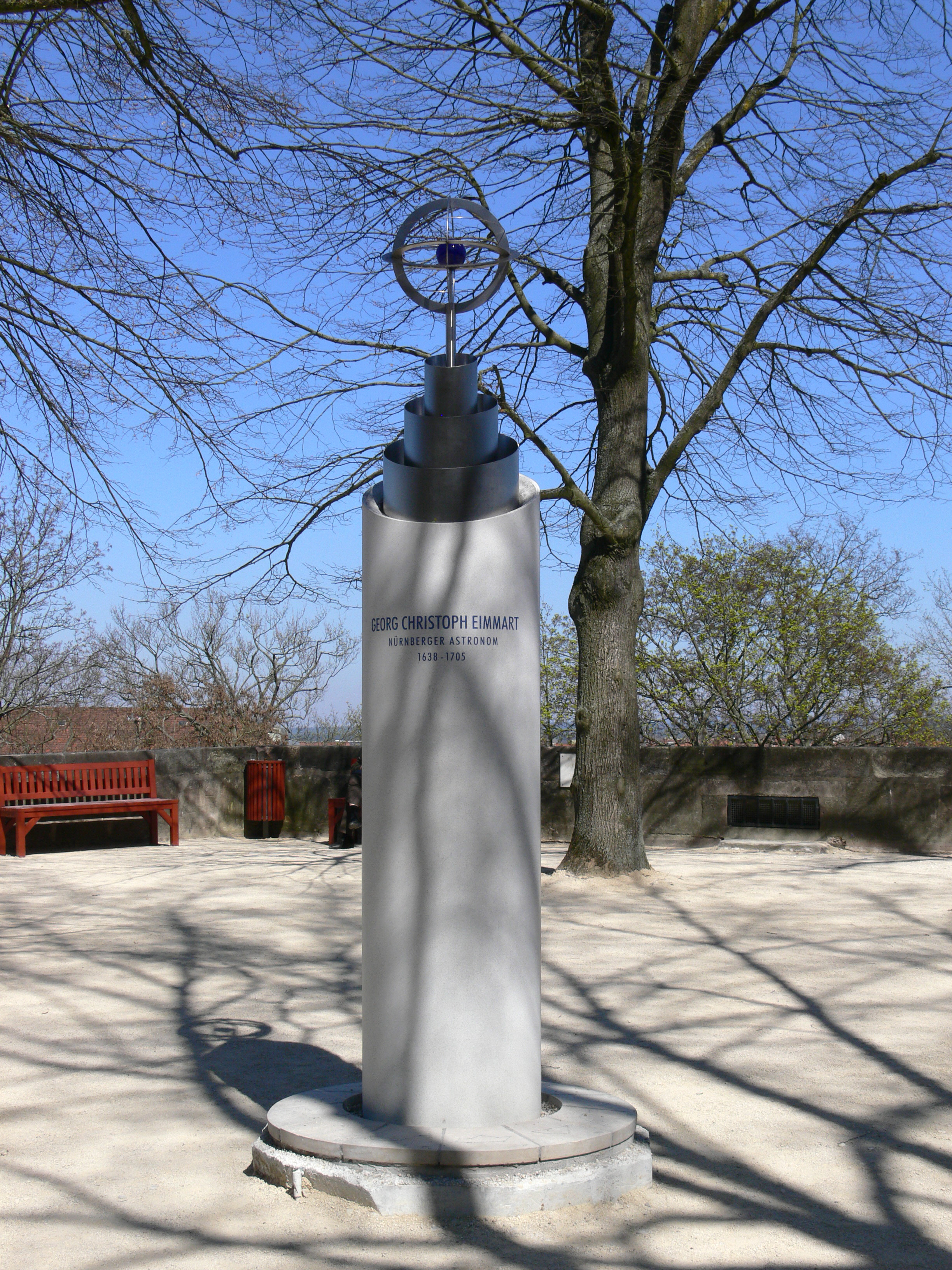
Gedenksäule auf der Vestnertorbastei

#### Gedenksäule
Am 25. Mai 2007 übergab die Nürnberger Astronomische Gesellschaft e. V. eine Gedenksäule für Georg Christoph Eimmart und seine Sternwarte an den Freistaat Bayern und die Bürgerschaft der Stadt Nürnberg. Die Säule ist am Ort der ehemaligen Sternwarte, auf der Vestnertorbastei der Nürnberger Kaiserburg errichtet. Der Festvortrag anlässlich der Enthüllung und Übergabe wurde von Oscar Schneider zum Thema „Nürnbergs Beitrag zum Weltbild der Neuzeit“ gehalten.
Die Hauptelemente der Gedenksäule sind:
- die Rundsäulen als Hauptkörper
- der Instrumentenaufbau
- die Tierkreis-Rosette am Sockel

Die Gedenksäule zeigt viele symbolhafte Anspielungen, die den Bezug zur Astronomie und der Himmelsbeobachtung herstellen. Die Rundsäule steht zusammen mit den oben austretenden Zylindern für die Größenentwicklung von Teleskopen in öffentlichen Sternwarten. Ausgehend von 20 cm der Ära Eimmart, bis hin zu den 60 cm der Hauptsäule, welches dem Spiegeldurchmesser des Hauptgerätes der Nürnberger Regiomontanus-Sternwarte entspricht. Die einzelnen Zylinder sind in einem Winkel von 23,5 Grad zur Horizontalen angeschnitten, was die Schiefe der Ekliptik widerspiegelt. Die Ekliptik wird auch in der stilisierten Armillarsphäre, welche den Instrumentenaufbau krönt, aufgegriffen. Die Armillarsphäre zieht als geozentrisches Weltbild zusammen mit der blauen Glaskugel in der Mitte, die als Symbol für die Erde steht, den Bogen von mittelalterlicher Geozentrik hin zu moderner Weltöffnung. Auch die Tierkreis-Rosette am Sockel der Säule zeigt den Grundgedanken der Säule als Brücke zwischen mittelalterlichem Weltbild hin zur Moderne auf.

#### Sternwartenmodell
Im Kaiserburgmuseum, einer Zweigniederlassung des Germanischen Nationalmuseums, ist ein Modell der Eimmart-Sternwarte ausgestellt, welches von der AGN als Leihgabe zur Verfügung gestellt wird.
Das Modell zeigt die Sternwarte um etwa 1740 und orientiert sich in der Darstellung an der Abbildung im „Neuen Himmelsatlas“ von Johann Gabriel Doppelmayr sowie den „Nürnbergische Prospecten“ von Johann Adam Delsenbach. Details der Geräte stützen sich auf einen Kupferstich, beigebunden Glasers Brief an Martin Knorre von 1691.

### Internationales Jahr der Astronomie 2009
Die „AG Internationales Jahr der Astronomie 2009“ der Nürnberger Astronomischen Gesellschaft diente als Ansprechpartner für alle Belange des IYA 2009 für die Metropolregion Nürnberg. Es wurden in enger Abstimmung mit dem Vertreter für Nordbayern, Ulrich Heber von der Dr.-Remeis-Sternwarte in Bamberg, überörtlich Aktionen gesammelt und koordiniert.
Hierzu gab es folgende Höhepunkte in der Europäischen Metropolregion Nürnberg:
- Auftaktveranstaltung
- Wanderausstellung „Astronomie in der Metropolregion Nürnberg - Geschichte, Forschung und Volkssternwarten“[6]
- Planetariumsshow „Augen im All – Vorstoß ins unsichtbare Universum“
- 100 Stunden Astronomie
- 40 Jahre Mondlandungen
- SCIENCE-Fiction: Die KeplerKonferenz

### Arno-Penzias-Radioteleskop
Am 26. April 2019 übergab die Gesellschaft das von ihr neu errichtete 3-m-Radioteleskop auf der Regiomontanus-Sternwarte in Nürnberg der Öffentlichkeit. In Anwesenheit des  bayerischen Ministerpräsidenten Markus Söder wurde das Teleskop auf den Namen Arno-Penzias-Radioteleskop „getauft“, um sowohl an die herausragenden wissenschaftlichen Verdienste des Nobelpreisträgers Arno Penzias als auch an sein in der Kindheit erlittenes Schicksal zu erinnern. Der Hauptzweck des Arno-Penzias-Radioteleskops ist die astronomische Breitenbildung.

### Verdienstmedaille
Die AGN verleiht die Verdienstmedaille „BENE MERENTI DE ASTRONOMIA NORIMBERGENSI“ in den Stufen I (Gold) und II (Silber) mit Würdigungsurkunde an Personen, die für ihre außerordentlichen Leistungen auf dem Gebiet der Astronomie ausgezeichnet werden sollen. Das erste Mal wurde die Medaille am 22. Februar 2006 im Planetarium Nürnberg verliehen.
Träger:
- Hans Gaab (Silber), verliehen am 22. Februar 2006 für seine Arbeiten zu wichtigen Persönlichkeiten der Astronomiegeschichte in der Region Nürnberg
- Wolf Broda (Silber), verliehen am 6. November 2008 für sein Buch „Astronomischer Berechnungs-Cocktail: ein ABC der Himmelsmechanik“, in dem er auch den weniger fachkundigen Lesern astronomische Berechnungsmethoden nachvollziehbar aufbereitet sowie für seine Verdienste um die Weiterentwicklung der Regiomontanus-Sternwarte in Nürnberg.
- Harald Lesch (Gold), verliehen am 27. Januar 2009 für seine Verdienste als einer der bedeutendsten Wissenschaftsmultiplikatoren Deutschlands.
- Oscar Schneider (Gold), verliehen am 25. Mai 2011 für seine Verdienste bei der Unterstützung astronomischer Einrichtungen und Institutionen sowie die Verbreitung astronomischen Wissens.

### Internetportal
Die AGN informiert auf dem Portal „Astronomie in Nürnberg“ über Einrichtungen und Vereine sowie deren Termine mit astronomischem Bezug im Großraum Nürnberg. Ferner finden sich Informationen zur Geschichte der Astronomie in Nürnberg. Darunter über 450 Steckbriefe von Nürnberger Astronomen und Rechenmeistern, eine thematische Übersicht zu verschiedenen Bereichen und eine chronologische Tabelle zur Astronomiegeschichte Nürnbergs.

### Mitteilungsblatt
Das Mitteilungsblatt der AGN (bzw. vormals der NAG) ist seit der Ausgabe 1/2005 der Regiomontanusbote. Diese Zeitschrift wird zusammen mit der Nürnberger Astronomischen Arbeitsgemeinschaft e. V herausgegeben. Sie informiert über aktuelle Angelegenheiten beider Vereine sowie aktuelle astronomische Ereignisse und Ergebnisse aus der Forschung.